# Cot Datateureudut
Cot Datateureudut är en kulle i Indonesien.   Den ligger i provinsen Aceh, i den västra delen av landet, 1 800 km nordväst om huvudstaden Jakarta. Toppen på Cot Datateureudut är 145 meter över havet.
Terrängen runt Cot Datateureudut är kuperad åt sydväst, men åt nordost är den platt.Runt Cot Datateureudut är det tätbefolkat, med 297 invånare per kvadratkilometer. Närmaste större samhälle är Sigli, 17,7 km öster om Cot Datateureudut. Trakten runt Cot Datateureudut består till största delen av jordbruksmark.